# Takechi no Kurohito
Takechi no Kurohito (japanisch 高市 黒人; aktiv etwa 690 bis 710) war ein japanischer Dichter des ausgehenden 7. Jahrhunderts. Dem Man’yōshū zufolge gehörte Takechi bei einem Kaiserbesuch ca. 702 zum Gefolge der Jitō Tennō. Sein Rang war der eines Muraji, eines erblichen Stammestitels (Kabane).

## Leben und Wirken
Über die Lebensumstände Takechi no Kurohitos ist wenig mehr bekannt, als dass er Höfling der Kaiserin Jitō (690–697) und des Kaisers Mommu (697–707) war. Seine 18 Tanka-Gedichte, die von ihm bekannt sind, finden sich in der Sammlung Man’yōshū. Man nimmt an, dass er wie Kakinomoto no Hitomaro (660–720) und Yamabe no Akahito (aktiv 724–736) einer der Offiziellen niederer Position war, der als einer der gefeierten Poeten die Kaiser auf Reisen begleiteten. Er ist somit ein früher Vertreter der japanischen Tradition der Reise-Lyrik.
Dass alle überlieferten Gedichte Takechis sich auf Reisen beziehen, ist nicht ungewöhnlich. Dass aber seine wenigen verbliebenen Gesichte so gerühmt werden, verdankt er seiner Fähigkeit einer „objektiven Beschreibung“ der Natur. Darin zählt er zu den ersten seiner Zeit.